# Szemfoltos sivatagigyík
A szemfoltos sivatagigyík (Eremias arguta) a hüllők (Reptilia) osztályába, a pikkelyes hüllők (Squamata) rendjébe és a nyakörvösgyíkfélék (Lacertidae) családjába tartozó faj.

## Előfordulása
Nyugat-Ázsia és Kelet-Európa sivatagos, sztyeppés területein őshonos, a Fekete-tenger partvidékétől egészen Kirgizisztánig és Tádzsikisztánig. Legnyugatibb előfordulási helye Románia dobrudzsai része, a Duna-delta torkolatvidéke (Letea, Caraorman, Sărăturile), egy elszigetelt populációja pedig Moldvából, a Hanul Conachi homokdűnéiről ismert. Élőhelyét tekintve a száraz, nyílt területeket kedveli, ritkás növényzettel vagy bozóttal, amelyet rendszerint olyan szárazságtűrő növényfajok alkotnak mint a kutyatej (Euphorbia), a tamariska (Tamarix), a homoktövis (Hippophae), a szittyó (Juncus) és a kúszófűz (Salix repens). Jellegzetes élőhelyei a sztyeppék, félsivatagok, tengerparti homokdűnék.

## Megjelenése
Kis testű gyíkfaj, 10-18 centiméter hosszúra nő. Teste zömök, lábai rövidek és izmosak, orra elkeskenyedő, a farok a hossz háromötödét teszi ki. A hátoldal alapszíne homoksárga, sötétbarnán szegélyezett fehér foltok tarkítják, amelyek hét hosszanti sávba rendeződnek. Egyes példányok fakóbbak lehetnek, a fiatal egyedekről olykor hiányoznak a világos foltok. A hasoldal egyöntetű világosszürke.
|  |

## Alfajai
Hat alfaja ismert:
- E. arguta arguta: nyugat-Kazahsztánban
- E. arguta deserti: az Uráltól a Fekete-tenger partvidékéig Oroszországban, Romániában, Moldovában és Ukrajnában.
- E. arguta transcaucasica: a dél-Kaukázusban
- E. arguta uzbekistanica: Üzbegisztánban és a környező országokban
- E: arguta darevskii: a kirgizisztáni Iszik-köl tartományban
- E. arguta potanini: Kazahsztánban a Balkas- és Zaysan-tavak vidékén.

## Életmódja
Nappal aktív. Nagyon ügyes ásó, alagútjait rendszerint tamariska, homoktövis és egyéb cserjék tövében fúrja a homokba. Veszély esetén villámgyorsan a legközelebbi fedezékhez rohan. A talajon vadászik, étrendjét apróbb gerinctelenek (egyenesszárnyúak, bogarak, pókok) alkotják, vízszükségletét a harmatból nyeri. Legfőbb természetes ellenségei a különféle ragadozó madarak. A párzás tavasszal történik, a nőstény június-július között rakja le 3-5 tojását. Élőhelyétől függően 5-6 hónapos téli álmot alszik.

## Védelme
Elsősorban az élőhelyek pusztulása következtében a faj állománya csökkenőben van. A Duna-deltai populációra többek között nagy veszélyt jelent a fácán (Phasianus colchicus) múlt században betelepített, jelentősen megnövekedett állománya. A Természetvédelmi Világszövetség a fajt a mérsékelten fenyegetett kategóriába sorolja.